# 漢城旬報
《漢城旬報》（韓語：한성순보）是朝鮮於1883年10月30日創刊的第一份現代化報紙，由政府機構「博文局」發行。
1886年1月25日創刊的《漢城周報》是《漢城旬報》的後繼。創刊發行主要協力者為金玉均。

## 概述
《漢城旬報》每10天發行一次，全文以漢文書寫。報紙內容包括官報、國內私報（社會版）、各國近事（外國報紙通訊）、市直探報（物價消息）等。
報紙使用朝鮮建國年號，以1392年為元年。1884年12月因甲申政變，政府機關博文局被焚毀，《漢城旬報》因此宣告廢刊。
《漢城旬報》總共發行了36期，由政府機構「博文局」負責。
取名為「博文」希望大朝鮮國民能夠廣泛閱讀書寫，並達到博學的含義。與日本內閣總理大臣伊藤博文的「博文」無關。

## 出版背景
1882年10月，壬午兵變後簽訂的《濟物浦條約》的正式修信使朴泳孝等訪問了日本。朴泳孝等一行向外務大臣井上馨諮詢有關朝鮮的借款和訪日費用的同時，與倡導朝鮮改革的福澤諭吉會面。
福澤提議為了朝鮮的獨立和啓蒙，進行教育（留學）與發行報紙，朴泳孝也同意將部分借款用於教育和啓蒙，報紙因此得以發行。其後，徐載弼等數十人也前往慶應義塾和士官學校留學。福澤也協助《漢城旬報》發刊準備，並介紹了編輯如牛場卓蔵、高橋正信，印刷工人三輪広蔵、真田謙蔵等，最後聘用了牛場等人。
朴泳孝回國後，1883年1月被任命為漢城判尹（等於現在的首爾市長），並開始推動報紙發行。1883年2月，朝鮮國王批准報紙發行的許可。然而，朝鮮保守派於1883年4月對朴泳孝產生反感，解除他的漢城判尹職務。又因報紙計劃旨在呼籲「政治改良」，讓發行計劃一度受挫。參與報紙發行計劃的日本人，除了在參與報紙發行計劃的福澤門下的井上角五郎外，其他日本人都決定返回日本。
1883年8月，博文局成立，並從日本購入印刷設備與報紙用紙。同年10月30日，博文局發行了《漢城旬報》的第1期。